# Prenčov
Prenčov é um município da Eslováquia, situado no distrito de Banská Štiavnica, na região de Banská Bystrica. Tem 24,5 km² de área e sua população em 2018 foi estimada em 665 habitantes.

## Demografia
| Ano:        | 1994 | 2004 | 2014   | 2024   |
| ----------- | ---- | ---- | ------ | ------ |
| Broj ljudi: | 625  | 625  | 664    | 614    |
| Razlika:    |      | +0%  | +6,24% | -7,53% |

| Ano:               | 2023 | 2024   |
| ------------------ | ---- | ------ |
| Número de pessoas: | 625  | 614    |
| Diferença:         |      | -1,76% |